# Soorts-Hossegor
Soorts-Hossegor è un comune francese di 3 761 abitanti situato nel dipartimento delle Landes nella regione della Nuova Aquitania. Esso costituisce il vertice sud-occidentale del triangolo ideale entro il quale si trovano le Landes di Guascogna (gli altri due vertici sono i comuni di Soulac-sur-Mer e Nérac).

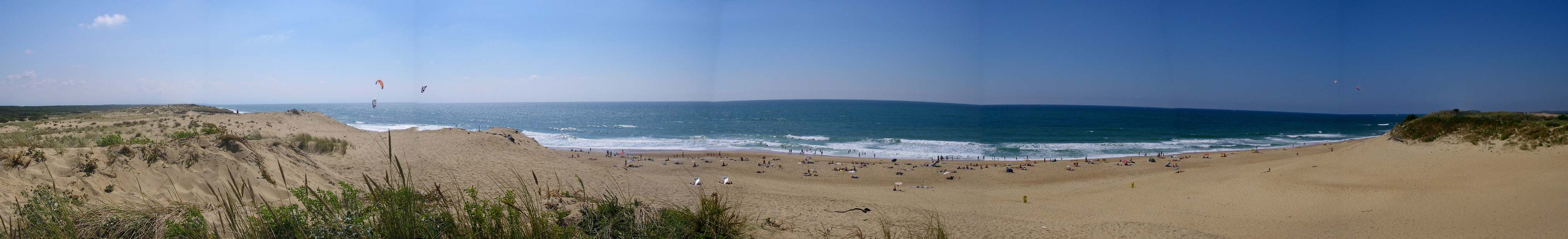
Una spiaggia tra Hossegor e Capbreton

## Società

### Evoluzione demografica
Abitanti censiti